# RMX (운영체제)
RMX 또는 iRMX(Real-time Multitasking eXecutive)는 인텔 8080 및 인텔 8086 프로세서 제품군과 함께 사용하도록 설계된 실시간 운영 체제이다.

## 개요
인텔은 1970년대에 iRMX를 개발했으며 프로세서와 멀티버스 시스템 플랫폼에 대한 수요를 지원하고 창출하기 위해 원래 1976년에 RMX/80, 1980년에 RMX/86을 출시했다.
RMX/86의 기능 사양은 브루스 셰이퍼(Bruce Schafer)와 마일즈 르윗(Miles Lewitt)가 작성했으며 인텔이 전체 멀티버스 사업을 캘리포니아주 샌타클래라에서 오리건주 알로하로 이전한 직후인 1978년 여름에 완성되었다. 셰이퍼와 르윗은 1980년 예정대로 출시될 RMX/86 제품을 개발한 두 팀 중 하나를 각각 관리했다.
2000년부터 iRMX는 인텔과의 독점 라이선스 계약에 따라 TenAsys Corporation에서 전 세계적으로 지원, 유지 관리 및 라이센스를 부여한다.
iRMX는 커널, 핵, 기본 I/O 시스템, 확장 I/O 시스템 및 휴먼 인터페이스를 포함하는 계층형 설계이다. 설치에는 작업 간 동기화, 통신 하위 시스템, 파일 시스템, 확장 메모리 관리, 명령 셸 등 필요한 구성 요소만 포함되어야 한다. 기본 파일 시스템은 iRMX에만 해당되지만 14자 경로 이름 구성 요소, 파일 노드, 섹터 목록, 애플리케이션에서 읽을 수 있는 디렉터리 등 오리지널 유닉스(V6) 파일 시스템과 많은 유사점이 있다.
iRMX는 여러 프로세스(RMX 용어로 작업이라고 함)를 지원하며 각 프로세스(작업) 내에서 여러 스레드가 지원된다. 또한 하드웨어 인터럽트에 응답하여 실행되는 인터럽트 핸들러와 스레드가 존재한다. 따라서 iRMX는 다중 처리, 다중 스레드, 선점형 RTOS(실시간 운영 체제)이다.

## 명령어
다음의 명령어가 iRMX 86에서 지원된다.
- ATTACHDEVICE
- ATTACHFILE
- BACKUP
- COPY
- CREATEDIR
- DATE
- DEBUG
- DELETE
- DETACHDEVICE
- DETACHFILE
- DIR
- DISKVERIFY
- DOWNCOPY
- FORMAT
- INITSTATUS
- JOBDELETE
- LOCDATA
- LOCK
- LOGICALNAMES
- MEMORY
- PATH
- PERMIT
- RENAME
- RESTORE
- SUBMIT
- SUPER
- TIME
- UPCOPY
- VERSION
- WHOAMI

## 참고 문헌
- 《Software Handbook》 (PDF). Intel Corporation. 1984. 230786-001. 2020년 1월 29일에 원본 문서 (PDF)에서 보존된 문서. 2020년 1월 29일에 확인함.
- Geller, Dennis P.; Sanders, Anita (March 2008). “20th Anniversary: Mastering a real-time operating system”. 《Embedded Systems Design》., originally published in Embedded Systems Programming in 1989.
- Carver, Richard (January 1991). “The iRMX Family of Operating Systems”. 《Dr. Dobb's Journal》.
- Rajamani, Krishnan; Bhasker, Narjala; Gerber, Rick; Snyder, Steve (April 1992). “Windows Goes Real Time”. 《Byte》 17 (4): 119–130.
- Potter, David (November 1992). “Designing a Real-Time Debugger (the best of both worlds)”. 《Dr. Dobb's Journal》.
- Vickery, Christopher (1993). 《Real-Time and Systems Programming for PCs: Using the iRMX for Windows Operating System》. McGraw-Hill. ISBN 0-07-067466-3.
- Ewing, Donald J. (September 1998). iRMX Training Notes (보고서). Electrical Engineering and Computer Science, University of Toledo. 2008년 6월 9일에 원본 문서에서 보존된 문서. 2024년 5월 15일에 확인함.
- Burgett, Kenneth "Ken"; O'Neil, Edward F. (July 1977). “An Integral Real-Time Executive For Microcomputers”. 《Computer Design》. 16권 7호 (Santa Clara, California, USA: Cahners Publishing Co., Inc.). 77–82쪽; reprinted in: Burgett, Kenneth "Ken"; O'Neil, Edward F. (1979). 〈An Integral Real-Time Executive For Microcomputers〉.  Santa Clara, California, USA에서 작성. 《iSBC Applications Manual》. Hillsboro, Oregon, USA: Intel Corporation. 2–74 – 2–79쪽. AR-41. 2023년 11월 26일에 확인함.
- Burgett, Kenneth "Ken" (2017).  Arrick, Roger, 편집. “Chat”. 2023년 11월 24일에 원본 문서에서 보존된 문서. 2023년 11월 25일에 확인함. (NB. Interview with the developerof RMX-80.)
- Burgett, Kenneth "Ken" (2017년 11월 10일). “Development of Intel ISIS Operating System - An interview with Ken Burgett”. 2023년 11월 25일에 원본 문서에서 보존된 문서. 2023년 11월 25일에 확인함. […] There is no commonality between RMX-80, which I built in 1977, with RMX-86, which was developed over the years by a large team […] in Aloha, Oregon. RMX-80 was designed around a very small set of principles, whereas RMX-86 provided a full kitchen sink of parts and features. I was contacted by a desperate Marketing dept in Oregon in the late 70s, asking me to develop RMX-88, which they could market on the SBC boards, since RMX-86 had such a huge footprint. […]  (NB. Recollections by the developer of RMX-80 and RMX-88.)